# Baia di Humboldt
La baia di Humboldt è situata nella Contea di Humboldt, sulla costa californiana degli Stati Uniti d'America.
Si tratta dell'unica baia profonda che è possibile trovare tra San Francisco e la baia di Coos, in Oregon. Malgrado si tratti del migliore porto naturale lungo una costa di più di seicento miglia, restò ignota fino ad epoca recente, in quanto è estremamente difficile da scorgere dall'oceano. Infatti è collegata all'Oceano Pacifico tramite un passaggio molto stretto e pericoloso, in più quella parte della costa è spesso nascosta da nebbie.
Le città di Eureka e di Arcata sorgono nelle vicinanze della baia.

## Storia

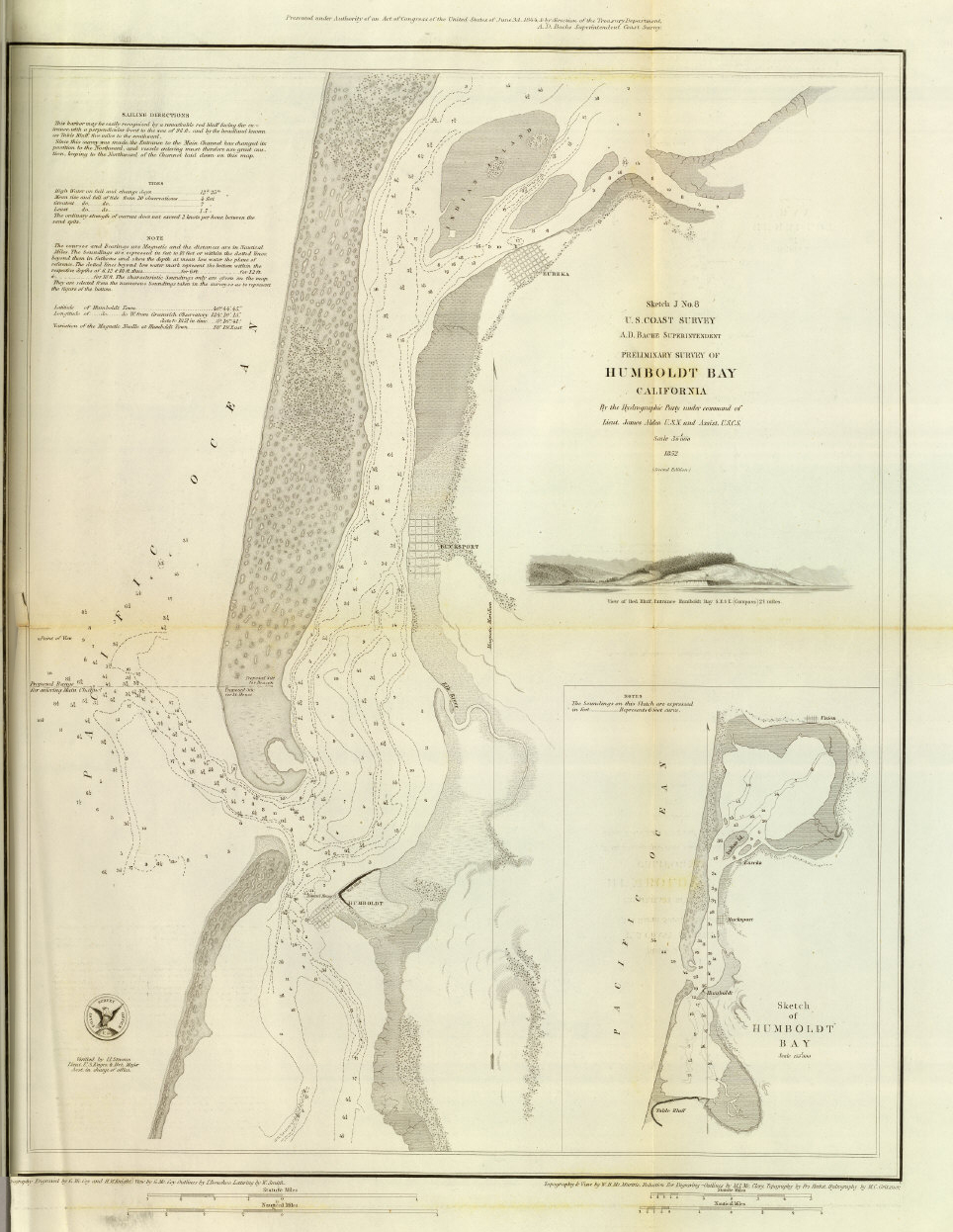
La prima mappa della baia, pubblicata nel 1852.

Nel 1849, una spedizione di sette uomini guidata da Josiah Gregg cercò di trovare une via terrestre che conducesse all'Oceano Pacifico. Essi lasciarono la città mineraria di Weaverville per un viaggio di circa 240 km verso il mare. A causa della densità delle foreste di sequoia e delle fermate frequenti di Gregg, che voleva misurare la latitudine e le dimensioni degli alberi, la spedizione avanzò soltanto di pochi chilometri al giorno, ciò li portò a trovarsi a corto di cibo. Finalmente, il 20 dicembre 1849, arrivarono alla costa e scoprirono la grande baia. Dopo aver fatto scorta di viveri, ripartirono verso San Francisco per segnalare la loro scoperta. Nel marzo del 1850, vennero quindi inviate due navi la General Morgan e la Laura Virginia. Malgrado l'accesso alla baia fosse assai difficile, dopo alquante peripezie, i battelli riuscirono finalmente ad accedervi, ed i marinai della Laura Virginia la battezzarono "Baia di Humboldt", in omaggio ad Alexander von Humboldt, un celebre naturalista. I locali Nativi Americani chiamavano la baia: Qual-a-wa-loo, mentre i Wiyot la chiamavano: "Wike" o "Wiki".